# Tim (The Replacements)
Tim è il quarto album discografico del gruppo musicale alt rock statunitense dei The Replacements, pubblicato nel 1985 da Sire Records. È stato la loro prima pubblicazione per una major, nonché l'ultimo album con la formazione originale della band: il chitarrista Bob Stinson fu infatti estromesso verso la fine del 1986.
Tim raggiunse un discreto successo commerciale nonostante l'acclamazione della critica. L'album ha raggiunto la posizione numero 183 nella Billboard Music Chart's Top 200. Nel 2003 Rolling Stone lo ha inserito al 136º posto tra i migliori album di sempre. Alternative Press infine, l'ha classificato 4° nella lista dei 99 migliori album tra il 1985 e il 1995.

## Il disco
Si tratta del primo disco pubblicato per una major e dell'ultimo con la formazione originale, dal momento che Bob Stinson lascerà il gruppo nel 1986. 

## Tracce
Tutte le tracce sono di Paul Westerberg, eccetto dove indicato.
Lato 1
1. Hold My Life – 4:18
2. I'll Buy – 3:20
3. Kiss Me on the Bus – 2:48
4. Dose of Thunder (Chris Mars, Tommy Stinson, Westerberg) – 2:16
5. Waitress in the Sky – 2:02
6. Swingin Party – 3:48

Lato 2
1. Bastards of Young – 3:35
2. Lay It Down Clown – 2:22
3. Left of the Dial – 3:41
4. Little Mascara – 3:33
5. Here Comes a Regular – 4:46

2008 CD reissue bonus tracks
1. Can't Hardly Wait (Acoustic Outtake) - 3:52
2. Nowhere Is My Home (Session Outtake) - 4:01
3. Can't Hardly Wait (Electric Outtake) - 3:09
4. Kiss Me on the Bus (Demo Version) - 3:00
5. Waitress in the Sky (Alternate Version) - 2:00
6. Here Comes a Regular (Alternate Version) - 5:22

## Formazione
- Chris Mars - batteria, cori
- Paul Westerberg - chitarra, piano, voce
- Bob Stinson - chitarra
- Tommy Stinson - basso